# Pierre Raschi
Pas d'image ? Cliquez ici

a Compétitions nationales et continentales officielles uniquement.

Pierre Raschi, né le 21 février 1971 à Grenoble (Isère), est un joueur de rugby à XV, qui a notamment joué pour le CS Bourgoin-Jallieu au poste de troisième ligne centre (1,92 m pour 105 kg).

## Biographie
Pierre Raschi commence le rugby au Fontanil-Cornillon avant d'être formé au SO Voiron.
Il commence en équipe sénior au SO Voiron avant un court passage à l'US Oyonnax puis joue neuf saisons au CS Bourgoin-Jallieu en élite.
Il a disputé 48 matchs en compétitions européennes, dont 26 en Coupe d'Europe de rugby à XV et 22 en Challenge européen.
Après avoir été directeur sportif, il fut entraîneur du CS Bourgoin-Jallieu.

## Palmarès
- Championnat de France de première division :
  - Vice-champion : 1997[1]

- Demi-finaliste (3) : 1999, 2004 et 2005

- Coupe de France :
  - Finaliste (2) : 1997 et 1999
- Coupe de la Ligue :
  - Finaliste (1) : 2003[2]
- Challenge Sud-Radio :
  - Finaliste (1) : 2003[3]
- Bouclier européen :
  - Vainqueur (1) : 1997[4]
  - Finaliste (1) : 1999[5]